# Демис Хасабис
Демис Хасабис (на английски: Demis Hassabis) е английски невроучен, бизнесмен, програмист и шахматист.
Роден е на 27 юли 1976 година в Лондон в семейството на кипърски грък и сингапурска китайка. От детска възраст се занимава успешно с шахмат и с разработване на видеоигри. През 1997 година завършва информатика в Кеймбриджкия университет, след което отново работи върху видеоигри, като 1998 – 2006 година ръководи собствено студио. През 2009 година защитава докторат по когнитивна неврология в Лондонския университетски колеж. През 2010 година основава компанията за машинно самообучение „Диипмайнд“, която оглавява и след придобиването и от „Гугъл“ през 2014 година. От 2021 година оглавява и новосъздаденото подразделение на групата на „Гугъл“ „Изоморфик Лабс“, което си поставя за цел използването на изкуствен интелект в разработването на лекарства.
През 2024 година Хасабис получава – заедно с Джон Джъмпър – половината Нобелова награда за химия „за предсказване на структурата на протеини“.